# C'est extra
Pour le film, voir C'est extra (film).
Pour l'émission télé, voir C'est Extra !.
Singles de Léo Ferré
? La « The Nana »
(1970)
Pistes de L'Été 68
Le Testament Les Anarchistes
C'est extra est une chanson érotique de Léo Ferré, parue sur le 33 tours L'Été 68 et sur 45 tours en 1969. Il s'agit d'un de ses plus gros succès commerciaux.

## Historique
Léo Ferré aurait eu l'idée de C'est extra en voiture, entre deux concerts, en écoutant Nights in White Satin des Moody Blues sur son autoradio,. Il y fait d'ailleurs directement référence dans le corps du texte, respectivement dans la première et dans la quatrième (et dernière) strophe :
C'est extra
Un Moody Blues qui chante la nuit
Comme un satin de blanc marié
Et dans le port de cette nuit
Une fille qui tangue et vient mouiller
et
C'est extra
Les Moody Blues qui s'en balancent
Cet ampli qui n'veut plus rien dire
Et dans la musique du silence
Une fille qui tangue et vient mourir

## Forme
La chanson est composée de quatre strophes de huit octosyllabes, que sépare à chaque fois un « c'est extra ! » quatre fois répété en crescendo. Cette expression de langage parlé a été « offerte » à Ferré par sa petite-nièce, qui la sortait à tout bout de champ.
Texte et musique sont de Léo Ferré, les arrangements de Jean-Michel Defaye.

## 45 tours
La pochette du 45 tours (référence 61 032) montre un gros plan en noir et blanc du visage de Léo Ferré, réalisé par le photographe Hubert Grooteclaes. La chanson se trouve en face B, signe que la maison de disque n'a, au départ, pas cherché à mettre en avant ce titre-là.
- Face A : La Nuit - 4 min 18 s
- Face B : C'est extra - 3 min 49 s

À la suite du succès de la face B paraissent plusieurs autres 45 tours (en 1969 et en 1980) où « C'est extra » est, cette fois, mis en avant.

### Production
- Arrangements et direction musicale : Jean-Michel Defaye
- Prise de son : Gerhard Lehner
- Production exécutive : Richard Marsan

## Reprises
Cette chanson a été interprétée par Bernard Lavilliers, Liane Foly, Annick Cisaruk, Renée Claude, Terez Montcalm et Pierre Lapointe, entre autres.

## Au cinéma
Sauf indication contraire, les informations mentionnées dans cette section peuvent être confirmées par le générique de fin de l'œuvre audiovisuelle présentée ici, ainsi que par la base de données cinématographiques IMDb,  présente dans la section « Liens externes ».
- 2001 : Liberté-Oléron - musique additionnelle
- 2010 : Pièce montée - musique additionnelle
- 2011 : La Permission de minuit - musique additionnelle
- 2014 : Papa Was Not a Rolling Stone - musique additionnelle